# Jim Bechtel
James Jim Bechtel (07 de março de 1952) é um jogador de pôquer americano mais conhecido por ter sido campeão da Série Mundial de Pôquer de 1993.

## Biografia
Bechtel joga na Série Mundial de Pôquer há vários anos. Em 1986, 1988 e 1989 ele conquistou prêmios em dinheiro e em 1993 ele conquistou o título de campeão do evento principal da Série Mundial de Pôquer, seu primeiro bracelete e um prêmio de US$ 1.000.000,00. Bechtel voltaria a ter um novo bom resultado no torneio em sua edição no ano de 2006, onde conquistou o 4º lugar no evento US$50K H.O.R.S.E, que estava sendo disputado pela primeira vez na Série Mundial.
Bechtel é conhecido como um jogador quieto. Ele não joga em muitos torneios, apenas nos maiores como a Série Mundial de Pôquer e a World Poker Tour.
A soma dos prêmios conquistados por Bechtel em suas participações na Série Mundial de Pôquer somam quase US$ 2.000.000,00.
A soma dos prêmios conquistados por Bechtel na World Poker Tour somam mais de US$ 100.000,00.
Bechtel vive em Gilbert, no estado do Arizona.

## Braceletes na Série Mundial de Pôquer
| Ano  | Preço de Inscrição (Buy-In) | Evento                              | Prêmio (US$)     |
| ---- | --------------------------- | ----------------------------------- | ---------------- |
| 1993 | $10,000                     | Campeonato Mundial No Limit Hold'em | US$ 1.000.000,00 |